# Лысов, Михаил Павлович
Михаи́л Па́влович Лысо́в (род. 29 января 1998 года, Владимир, Россия) — российский футболист. Выступал на позиции левого защитника. Чемпион России, обладатель Кубка России и Суперкубка России в составе московского «Локомотива».

## Биография
В 7 лет был отдан родителями в школу владимирского «Торпедо». Пробившись с командой в финальную часть турнира детских команд «Локобол», Лысов заинтересовал селекционеров организатора турнира — московского «Локомотива» — куда вскоре и перешёл. В сезоне 2015/16 в составе «Локомотива» выиграл чемпионат молодёжных команд.
Зимой 2017 года впервые был привлечён к сборам с основой, а 18 июля 2017 года дебютировал в премьер-лиге в матче против тульского «Арсенала», выйдя на поле на 58-й минуте вместо Антона Миранчука. Лысов ещё в «молодёжке» имел репутацию универсального футболиста, играя в ролях нападающего, центрального и опорного полузащитника, однако в команде Юрия Сёмина перешёл на позицию левого защитника, конкурируя с Мацеем Рыбусем. По итогам первого сезона во взрослой команде провёл 18 матчей и стал чемпионом России. По итогам сезона 2018 Лысов вошел в список самых дорогих молодых футболистов из России по версии портала Transfermarkt, а также в расширенный список номинантов на премию Golden Boy.
Осенью 2020 года приостановил выступления, был расторгнут контракт с «Локомотивом», из-за проблем со здоровьем. В июне 2021 попробовал вернуться в футбол и тренировался в клубе «Нижний Новгород» у Кержакова, но уже 22 июля 2021 года в 23 года объявил о завершении карьеры по причине болезни сосудов. Намерен был получить тренерскую лицензию и работать в академии «Локомотива».

## Достижения
- Чемпионат России по футболу:
  - Чемпион: 2017/18
  - Вице-чемпион: 2018/19
- Обладатель Кубка России: 2018/19
- Суперкубок России по футболу:
  - Обладатель (2): 2017 и 2019
  - Финалист: 2018

## Клубная статистика
По состоянию на 21 июля 2019 г.
| Выступление      | Выступление      | Выступление      | Лига | Лига | Кубки | Кубки | Еврокубки | Еврокубки | Итого | Итого |
| Клуб             | Лига             | Сезон            | Игры | Голы | Игры  | Голы  | Игры      | Голы      | Игры  | Голы  |
| ---------------- | ---------------- | ---------------- | ---- | ---- | ----- | ----- | --------- | --------- | ----- | ----- |
| Локомотив        | Премьер-лига     | 2017/18          | 13   | 0    | 1     | 0     | 5         | 0         | 19    | 0     |
| Локомотив        | Премьер-лига     | 2018/19          | 8    | 0    | 3     | 0     | 1         | 0         | 12    | 0     |
| Локомотив        | Премьер-лига     | 2019/20          | 1    | 0    | —     | —     | —         | —         | 1     | 0     |
| Локомотив        | Премьер-лига     | 2020/21          | 1    | 0    | —     | —     | —         | —         | 1     | 0     |
| Локомотив        | Итого            | Итого            | 23   | 0    | 4     | 0     | 6         | 0         | 33    | 0     |
| Всего за карьеру | Всего за карьеру | Всего за карьеру | 23   | 0    | 4     | 0     | 6         | 0         | 33    | 0     |